# Article 100 de la Constitution belge
 (novembre 2012).
Si vous disposez d'ouvrages ou d'articles de référence ou si vous connaissez des sites web de qualité traitant du thème abordé ici, merci de compléter l'article en donnant les références utiles à sa vérifiabilité et en les liant à la section « Notes et références ».
L’article 100 de la Constitution belge fait partie du titre III Des pouvoirs. Il traite de la présence des ministres fédéraux au sein des chambres.
- L'alinéa premier date du 7 février 1831 et était à l'origine — sous l'ancienne numérotation — de l'article 88, alinéa 3.
- L'alinéa deux date du 7 février 1831 et était à l'origine — sous l'ancienne numérotation — de l'article 88, alinéa 4. Il a été révisé le 5 mai 1993.

## Le texte
« Les ministres ont leur entrée dans chacune des Chambres et doivent être entendus quand ils le demandent. »
« La Chambre des représentants peut requérir la présence des ministres. Le Sénat peut requérir leur présence pour la discussion d'un projet ou d'une proposition de loi visés à l'article 77 ou d'un projet de loi visé à l'article 78 ou pour l'exercice de son droit d'enquête visé à l'article 56. Pour les autres matières, il peut demander leur présence. »

## Le droit des ministres
L'alinéa premier dispose que les ministres fédéraux peuvent demander à entrer dans chacune des chambres fédérales pour s'y expliquer. Les chambres ne peuvent le refuser.

## Le droit des chambres
L'alinéa deux est un garant de la démocratie en Belgique. Il est un des outils qui permet au Parlement fédéral de contrôler le gouvernement fédéral : il indique que chaque membre du gouvernement est tenu de répondre aux questions des députés ainsi qu'à celles des sénateurs dans les matières bicamérales. En ce qui concerne les matières monocamérales, les ministres peuvent refuser l'invitation du Sénat.